# Strängfältteori
Strängfältteori är inom teoretisk fysik ett förslag för att definiera strängteori på sådant sätt att den inte är bakgrundsberoende. Strängfältteori kan ses som en kvantfältteori med många fält som förenas i en sträng. Sammanställning av strängarna ger Feynmandiagram med mjuka övergångar utan oändligheter i övergångarna. Diagrammen kan beskrivas som ”tuber” som fördelar sig. Strängfältteorin kom som en naturlig fortsättning på kvantfältteorin, när man angrep problemet med kvantgravitation genom att låta alla krafter och partiklar identifieras med stående vågor på en sluten fundamental sträng med längden 10-35 m. Strängen generaliserade de punktpartiklar som vanlig kvantfältteori är associerad med.
Klassisk strängfältteori kunde inte användas vid utvecklingen av supersträngteorin, eftersom det tillkom bran, ytor i teorin. Eftersom klassisk strängfältteori förutsätter att strängar är det minsta objektet, så passar inte dualitet in i teorin. I klassisk strängfältteori går det inte att koppla ihop de olika strängteorierna till en teori.
Det finns flera versioner av klassisk strängfältteori, bland andra: 
- boundary string field theory, en bosonisk strängteori.
- cubic theory Witten (1986), en variant av en Chern Simons-teori.

Edward Witten beskrev 1989 hur teorin kan användas för att beräkna invarianter av knutteori (slingkvantteori). I slutet av 1990-talet så blev de båda teorierna betydelsefulla för förståelsen av tachyonkondensation. Ett viktigt matematisk verktyg för beskrivning av strängfältteori är Becchi-Rouet-Stora-Tyutin (BRST), som är en differentiell geometrisk ansats för att få beräkningar av ”tuber” fria från anomalier då spökvariabler neutraliseras.